# 쾨니그 줄러
쾨니그 줄러(헝가리어: Kőnig Gyula, 독일어: Julius König 율리우스 쾨니히[*], 1849~1913)는 헝가리의 수학자이다. 수학자 쾨니그 데네시의 아버지이다.

## 생애
1849년 12월 16일 헝가리 죄르에서 태어났다. 빈에서 의학을 공부하였고, 1868년에 하이델베르크에서 유학하였다. 한동안 헤르만 폰 헬름홀츠 밑에서 신경의 전기적 자극에 대하여 연구하다가 수학으로 전공을 바꾸었으며, 타원 함수에 대한 논문으로 박사 학위를 수여받았다.
1871년에 부다페스트 외트뵈시 로란드 대학교의 연구원(독일어: Privatdozent)이 되었다. 1874년에 부다페스트 공과대학교(당시 독일어: Königlich-Ungarische Joseph-Universität für Technik und Wirtschaftswissenschaften, 오늘날 헝가리어: Budapesti Műszaki és Gazdaságtudományi Egyetem)의 교수가 되었다.
1884년에 태어난 아들 쾨니그 데네시 역시 유명한 수학자가 되었다.
1905년에 은퇴하였으며, 1913년 4월 8일 부다페스트에서 사망하였다.

## 저서
- König, Julius (1903). 《Einleitung in die allgemeine Theorie der Algebraischen Gröszen aus dem ungarischen Übertragen vom Verfasser》 (독일어). 라이프치히: Druck und Verlag von B. G. Teubner.
- König, Julius (1914). 《Neue Grundlagen der Logik, Arithmetik und Mengenlehre mit dem Bildnis des Verfassers》 (독일어). 라이프치히: Verlag von Veit & Comp.

## 참고 문헌
- Szénássy, Barna (1992). 《History of mathematics in Hungary until the 20th century》 (영어) 3판. Springer-Verlag. ISBN 978-3-662-02745-5.